# Luis Gerardo Cabrera Herrera

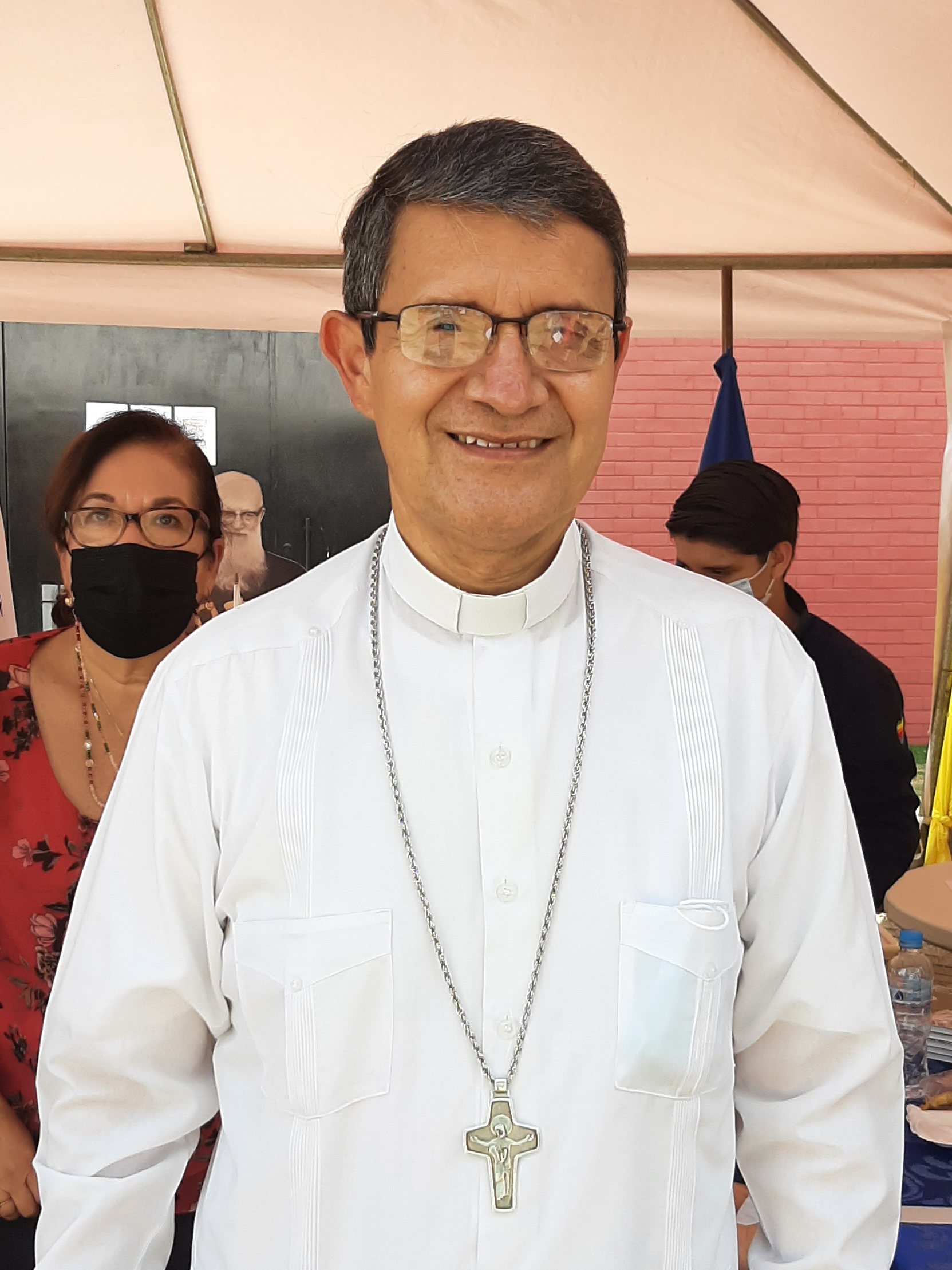
Erzbischof Luis Cabrera Herrera (2021)

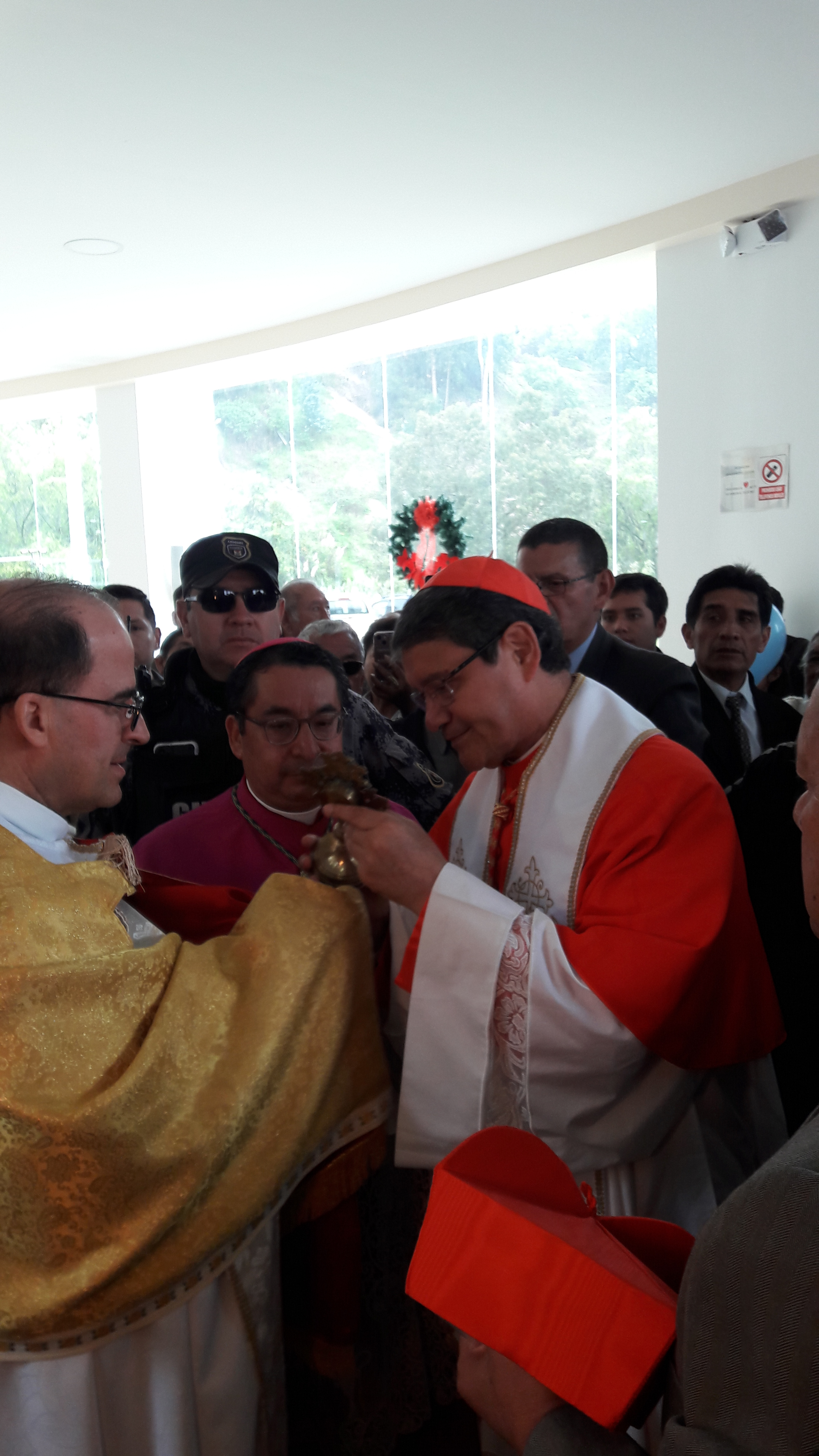
Kardinal Cabrera Herrera mit der Reliquie der Hl. Mariana de Jesús (2025)

Kardinalswappen

Luis Gerardo Kardinal Cabrera Herrera OFM (* 11. Oktober 1955 in Azogues) ist ein ecuadorianischer Ordensgeistlicher und römisch-katholischer Erzbischof von Guayaquil. Seit 2020 ist er zudem Präsident der Ecuadorianischen Bischofskonferenz.

## Leben
Luis Gerardo Cabrera Herrera besuchte zunächst die Grundschule in Azogues sowie später das dortige Kleine Seminar der Franziskaner und das Colegio Fiscal Juan Bautista Vázquez. Am 1. Oktober 1975 trat Cabrera Herrera der Ordensgemeinschaft der Franziskaner bei und legte am 24. September 1976 die zeitliche Profess ab. Anschließend studierte er Philosophie und Katholische Theologie an der Päpstlichen Katholischen Universität von Ecuador in Quito. Cabrera Herrera legte am 4. September 1982 die feierliche Profess ab und empfing am 8. September 1983 durch den Apostolischen Vikar von Zamora, Serafín Luis Alberto Cartagena Ocaña OFM, das Sakrament der Priesterweihe.
Cabrera Herrera war zunächst als Vize-Novizenmeister (1983–1985) und danach als Novizenmeister (1985–1990) in Riobamba tätig. Von 1985 bis 1988 gehörte er zudem dem Provinzialrat der ecuadorianischen Ordensprovinz der Franziskaner an. 1990 wurde Luis Gerardo Cabrera Herrera für weiterführende Studien nach Rom entsandt, wo er an der Päpstlichen Universität Antonianum ein Lizenziat im Fach Philosophie erwarb und 1994 mit der Arbeit La teoría de las ideas en san Buenaventura („Die Theorie der Ideen bei Bonaventura“) in dieser Disziplin promoviert wurde. 1995 kehrte Cabrera Herrera in seine Heimat zurück und wurde Sekretär für die Studien und die Ausbildung der Franziskaner sowie Verantwortlicher für die Berufungspastoral der ecuadorianischen Franziskanerprovinz. Später wirkte er zusätzlich als Direktor des Centro de Estudios Franciscanos del Ecuador (1996–2001) und des Philosophisch-Theologischen Instituts Cardenal Bernardino Echeverría in Quito (1998–2000), an dem er zudem Katholische Theologie und franziskanische Spiritualität lehrte. Ferner gehörte er von 1997 bis 2000 erneut dem Provinzialrat an. Von August 2000 bis 2003 war Luis Gerardo Cabrera Herrera Provinzial der ecuadorianischen Ordensprovinz der Franziskaner und Vizepräsident der Konferenz der ecuadorianischen Ordensoberen. Daneben war er von 1996 bis 2003 als Sekretär der Ökumeneabteilung der Kommission für die Glaubenslehre der Ecuadorianischen Bischofskonferenz tätig. Ab 2004 war Cabrera Herrera Mitglied des Generaldefinitoriums und Delegat für die lateinamerikanischen und karibischen Ordensprovinzen an der Generalkurie der Franziskaner in Rom.
Am 20. April 2009 ernannte ihn Papst Benedikt XVI. zum Erzbischof von Cuenca. Der Apostolische Nuntius in Ecuador, Erzbischof Giacomo Guido Ottonello, spendete ihm am 4. Juli desselben Jahres in der Kathedrale Inmaculada Concepción in Cuenca die Bischofsweihe; Mitkonsekratoren waren der Erzbischof von Guayaquil, Antonio Arregui, und der Erzbischof von Quito, Raúl Eduardo Vela Chiriboga. Luis Gerardo Cabrera Herrera wählte den Wahlspruch Verbum Domini nuntiantes („Verkünder des Wortes des Herrn“). Vom 5. Mai 2011 bis zum 8. Mai 2014 war er zudem Vizepräsident der Ecuadorianischen Bischofskonferenz und von 2014 bis 2017 Vorsitzender der Kommission für die Laien. 2012 wurde er durch eine Kontroverse mit Ecuadors Präsident Rafael Correa bekannt, als er das Entfernen religiöser Bilder aus einem Krankenhaus kritisierte. Am 29. März 2014 berief ihn Papst Franziskus zum Mitglied der Kongregation für die Institute geweihten Lebens und für die Gesellschaften apostolischen Lebens.
Papst Franziskus bestellte ihn am 24. September 2015 zum Erzbischof von Guayaquil. Die Amtseinführung erfolgte am 5. Dezember desselben Jahres. 2015 nahm Luis Gerardo Cabrera Herrera an der 14. ordentlichen Generalversammlung der Bischofssynode zum Thema Berufung und Sendung der Familie in Kirche und Welt von heute teil. Vom 28. April 2017 bis zum 11. November 2020 war er erneut zusätzlich Vizepräsident der Ecuadorianischen Bischofskonferenz und ist seit dem 11. November 2020 deren Präsident. Im Rahmen des Indigenen Strukturanpassungsprotestes im Oktober 2019 nahm er eine Vermittlerposition zwischen Regierung und indigener Bewegung ein und hob die Notwendigkeit einer „nationalen Versöhnung“ hervor. Vom 17. März bis zum 25. Juni 2022 leitete Luis Gerardo Cabrera Herrera zudem das vakante Bistum Daule als Apostolischer Administrator.
Papst Franziskus nahm ihn am 7. Dezember 2024 als Kardinalpriester in das Kardinalskollegium auf. Als Titelkirche wies ihm der Papst die Kirche Sacra Famiglia di Nazareth a Centocelle zu.
Am 11. Januar 2025 berief ihn der Papst zum Mitglied des Dikasteriums für die Institute geweihten Lebens und für die Gesellschaften apostolischen Lebens. Nach dem Tod von Papst Franziskus nahm Kardinal Cabrera am Konklave 2025 teil, das Leo XIV. wählte.

## Schriften
- La teoría de las ideas en san Buenaventura (= Dissertatio ad Doctoratum. Band 108). Pontificium Athenaeum Antonianum, Rom 1994, OCLC 36037670.